# 킴브리 전쟁
킴브리 전쟁(기원전 113년~기원전 101년)은 로마 공화국과 유틀란트반도에서 로마 통제 지역으로 이주하여 로마와 동맹국들과 충돌한 킴브리족 및 튜턴족, 암브로네스족, 티구리니족의 게르만 및 켈트 부족 간에 벌어진 전쟁이다. 킴브리 전쟁은 제2차 포에니 전쟁 이후 이탈리아와 로마 자체가 심각한 위협을 받은 최초의 사건이었다.
전쟁 시기는 로마의 내부 정치와 군대 조직에 큰 영향을 미쳤다. 이 전쟁은 가이우스 마리우스의 정치 경력에 크게 기여했는데, 그의 집정관직과 정치적 갈등은 당시 로마 공화국의 많은 정치 기관과 관습에 도전했다. 킴브리족의 위협은 유구르타 전쟁과 함께 로마 군단의 이른바 마리우스 군제개혁에 영감을 주었다고 알려져 있지만, 현재는 현대 역사가들에 의해 논란의 여지가 있다.
로마는 마침내 승리했고, 아라우시오 전투와 노레이아 전투에서 승리하며 제2차 포에니 전쟁 이후 가장 큰 피해를 입혔던 게르만족 적들은 악세아 전투와 베르켈라이 전투에서 로마가 승리한 후 거의 완전히 전멸했다. 살아남은 포로들 중 일부는 제3차 노예전쟁 동안 반란을 일으킨 검투사들 중에 있었다고 전해진다.

## 이주와 갈등
일부 로마 기록에 따르면, 기원전 120년에서 115년경에 킴브리족은 킴브리아 홍수로 알려진 홍수로 인해 북해 주변의 원래 땅을 떠났다(반면에 스트라본은 이것이 가능성이 낮거나 불가능하다고 썼다). 그들은 남동쪽으로 여행하여 곧 이웃이자 친척일 가능성이 있는 튜턴족과 합류했다고 한다. 그들은 함께 스코르디스키족과 보이족을 물리쳤으며, 그들 중 많은 수가 그들에게 합류한 것으로 보인다. 기원전 113년에 그들은 노리쿰의 다뉴브강에 도착했는데, 그곳은 로마 동맹국인 타우리스키족의 고향이었다. 이 새로운 강력한 침략자들을 스스로 막아낼 수 없었던 타우리스키족은 로마에 도움을 요청했다.

## 로마의 초기 패배
그 다음 해에 로마의 집정관 그나이우스 파피리우스 카르보는 로마 군단을 노리쿰으로 이끌었고, 무력을 과시한 후 강력한 방어 진지를 점령하고 킴브리족과 그 동맹국들에게 즉시 지방을 떠날 것을 요구했다. 킴브리족은 처음에는 로마의 요구에 평화롭게 따르기 시작했지만, 곧 카르보가 그들에게 매복을 설치했음을 발견했다. 이 배신에 분노한 그들은 공격하여 노레이아 전투에서 카르보의 군대를 전멸시켰고, 이 과정에서 카르보를 거의 죽일 뻔했다.
이제 이탈리아는 침략에 개방되었지만, 어떤 이유에서인지 킴브리족과 그 동맹국들은 알프스를 넘어 서쪽으로 갈리아로 이동했다. 기원전 109년, 그들은 로마 속주인 갈리아 나르보넨시스를 침략하여 마르쿠스 유니우스 실라누스 지휘 아래의 로마 군대를 격파했다. 기원전 107년, 로마인들은 다시 패배했는데, 이번에는 알프스산맥을 통과하는 길에 만났던 킴브리족의 동맹국인 티구리니족에게 패배했다. 같은 해, 그들은 보르도 (현대 보르도)의 부르디갈라 전투에서 또 다른 로마 군대를 격파하고 그 지휘관인 집정관 루키우스 카시우스 롱기누스를 죽였다.

## 아라우시오에서의 재앙
기원전 105년, 로마와 새로운 집정관 그나이우스 말리우스 막시무스와 프로콘술 퀸투스 세르빌리우스 카이피오는 문제를 영구적으로 해결하기 위해 제2차 포에니 전쟁 이래로 가장 큰 병력을 소집했으며, 아마도 로마가 전투에 파견한 병력 중 가장 큰 규모였을 것이다. 이 병력은 80,000명이 넘는 병사들과 수만 명의 지원 인력 및 두 군대의 야영 추종자들로 구성되었으며, 각 집정관이 한 군대를 이끌었다.
집정관들은 오랑주 (프랑스) 근처의 론강으로 각자의 무장 이주를 이끌었고, 그곳에서 서로를 싫어하고 불신했기 때문에 강 반대편에 각각 별도의 진영을 세웠다. 그렇게 함으로써 그들은 분열된 병력을 개별 공격에 노출시켰다. 너무 자신만만한 카이피오는 막시무스의 지원 없이 어리석게 공격했다. 그의 군단은 전멸했고 방어되지 않은 진영은 점령당했다. 이제 고립되고 사기가 저하된 막시무스의 병력은 쉽게 격파되었다. 수천 명이 더 필사적으로 전열을 재정비하고 부실하게 배치된 진영을 방어하려다 살해당했다. 카이피오, 막시무스, 그리고 소수의 로마인들만이 학살로 막힌 강을 건너 목숨을 건졌다. 아라우시오 전투는 칸나이 전투 이래로 로마가 겪은 가장 값비싼 패배였으며, 사실상 손실과 장기적인 결과는 훨씬 더 컸다. 킴브리족과 튜턴족에게는 (일시적이지만) 큰 승리였다.
킴브리족은 즉시 동맹국을 모아 로마로 진격하는 대신 히스파니아로 향했다. 그곳에서 그들은 로마 공화국 군대가 아닌 켈티베리아인 연합군에게 처음으로 패배를 당했다. 한편, 튜턴족은 갈리아에 머물렀다. 그들이 왜 다시 이탈리아를 침략하지 못했는지는 여전히 미스터리이다. 테오도어 몸젠은 그들의 전쟁 방식을 추측적으로 설명한다.
그들의 전쟁 방식은 본질적으로 이 시기 켈트족의 방식이었다. 그들은 더 이상 과거 이탈리아 켈트족처럼 맨머리에 칼과 단검만으로 싸우지 않고, 종종 화려하게 장식된 구리 투구와 특별한 투사 무기인 마테리스를 사용했다. 큰 칼은 유지되었고 길고 좁은 방패와 함께 아마도 갑옷도 입었을 것이다. 그들은 기병이 없지는 않았지만, 로마인들이 그 분야에서는 우월했다. 그들의 전투 대형은 이전과 마찬가지로 폭과 깊이가 똑같은 계급으로 구성된 원시적인 팔랑크스였는데, 위험한 전투에서는 첫 번째 계급이 종종 금속 허리띠를 끈으로 묶기도 했다.

## 마리우스의 지휘
아라우시오의 황폐화 이후, 로마 공화국은 그 기반까지 흔들리는 공포에 휩싸였다. 킴브리아 공포는 로마가 언제든 킴브리족의 문턱에 당도할 것이라는 기대감과 함께 경고가 되었다. 이러한 공포와 절망 속에서 비상사태가 선포되었다. 헌법은 무시되었고, 누미디아의 유구르타를 물리친 가이우스 마리우스는 기원전 104년부터 전례 없고, 논란의 여지는 있지만 불법적으로, 5년 연속 집정관으로 선출되었다. 아라우시오에서 로마군이 전멸하고 임박한 위기의 압력 때문에, 마리우스는 갈리아 군단을 사실상 처음부터 재건하는 임무를 맡았다. 전년도에 훈련된 군단병을 핵심으로 삼아 군대를 재건한 마리우스는 다시 재산 요건 면제를 확보하고, 새로 얻은 승리의 명성으로 약 3만 명의 로마인과 4만 명의 이탈리아 동맹군 및 보조병으로 구성된 군대를 모집했다. 그는 악세아(현대 엑상프로방스) 마을 주변에 기지를 건설하고 병사들을 훈련시켰다. 연이은 집정관 재임 기간 동안 마리우스는 게으르지 않았다. 그는 병사들을 훈련시키고, 정보망을 구축하며, 속주 국경에 있는 갈리아 부족들과 외교를 펼쳤다.
공포에 질린 원로원과 로마 시민들이 마리우스에게 군대를 건설하는 데 필요한 권한을 주었지만, 킴브리족과 튜턴족이 승리 후 추격하지 않은 것이 그에게 군대를 완성하는 데 필요한 시간을 주었다. 그들은 곧 빛나고 무자비한 지휘관의 지휘 아래 조직되고 훈련된 병사들의 군대와 맞서게 될 것이었다.

## 전환점
기원전 102년까지 마리우스는 킴브리족과 맞설 준비가 되어 있었다. 킴브리족은 스페인에서 어려움을 겪은 후 북쪽으로 갈리아로 향했고, 그곳에서 튜턴족과 합류했다. 이 연합 이후 게르만 동맹은 이전에 피했던 이탈리아 남부로 다시 이동하기로 결정했다. 스위스와 사부아를 통해 남쪽으로 행진하던 그들의 군대는 일부 헬베티족 부족, 특히 티구리니족과 출신이 불확실한 암브로네스족에 의해 증강되었다. 이탈리아에 접근하기 전에 게르만족은 두 갈래로 움직이기로 결정했다. 튜턴족은 암브로네스족과 티구리니족과 함께 서쪽에서 트란살피나 갈리아에서 키살피나 갈리아로 해안 도로를 따라 이동할 것이었고, 킴브리족은 동쪽으로 행진하여 줄리앙 알프스와 카르닉 알프스를 통해 이탈리아로 돌아올 것이었다. 마리우스는 그들의 움직임을 듣고 발랑스로 진격하여 이제르강과 론강의 합류점에 진영을 세웠는데, 그곳에서 튜턴족의 행진을 관찰하고 막을 수 있었다. 튜턴족이 도착했을 때, 그들은 그를 전투로 끌어들이려 했지만, 그는 거절했다. 그들은 로마 진영을 공격했지만 격퇴당했다. 지연과 마리우스의 소극성에 참지 못하고, 그들은 마침내 단순히 그를 지나쳐 이탈리아로 행진하기로 결정했다. 그들의 수는 너무 많아서 마리우스의 진영을 지나가는 데 6일이 걸렸다고 하며, 그들의 오만함 속에서 그들은 로마인들에게 그들이 아내들에게 어떤 메시지를 전달해 주기를 원하는지 비아냥거렸다. 마리우스는 신중하게 적과의 거리를 유지하며 그들의 움직임을 면밀히 추적했다. 며칠 후, 작은 접전이 암브로네스족과의 전투로 변했는데, 어떤 이유에서인지 그들은 튜턴족과 따로 진영을 차리고 있었다. 암브로네스족은 막대한 손실을 입고 패배하여 튜턴족 동맹국으로 도망쳤다. 튜턴족은 남쪽으로의 행진을 멈추고 엑상프로방스 근처에서 마리우스를 기다렸다. 이는 마리우스에게 유리한 조건을 제공했다. 적들이 정지해 있었기 때문에 그는 전장을 정찰할 수 있었고 신중하게 지형을 선택했다. 이어진 악세아 전투에서 그는 튜턴족과 그 동맹국들을 그의 군대가 고지대에 위치한 동안 공격하도록 유인했다. 그들의 공격 중에 그들은 마리우스가 근처 숲에 숨겨둔 5개 코호트의 정예 병력에 의해 후방에서 기습당했다. 튜턴족은 격파되고 학살당했으며 그들의 왕인 튜토보드는 로마의 사슬에 묶였다. 그러나 악세아는 점수를 맞췄을 뿐이었다. 튜턴족은 제거되었지만, 킴브리족은 여전히 강력한 위협으로 남아 있었다.

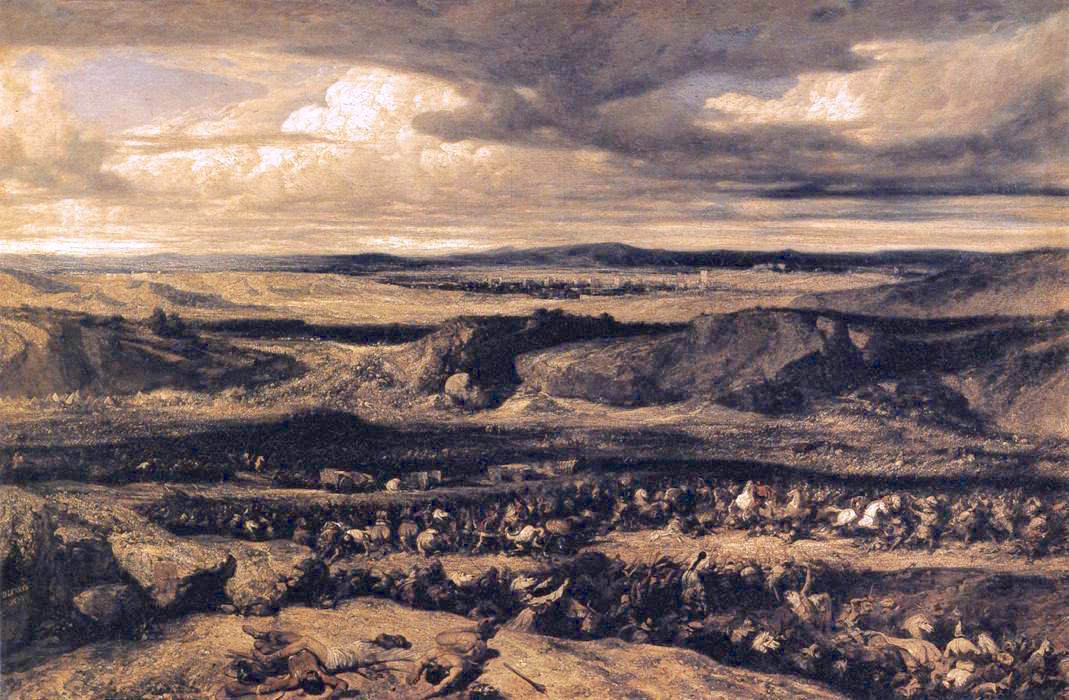
알렉상드르 가브리엘 데캄프가 그린 킴브리족의 패배

기원전 101년, 킴브리족은 갈리아로 돌아와 로마와의 마지막 투쟁을 준비했다. 그들은 그 해 마리우스의 동료 집정관인 퀸투스 루타티우스 카툴루스가 요새화에 실패했던 알프스 산맥을 처음으로 통과하여 북부 이탈리아로 진입했다. 카툴루스는 포강 뒤로 물러나 시골을 침략자들에게 개방했다. 그러나 킴브리족은 비옥한 지역을 약탈하는 데 시간을 들였고, 이는 마리우스가 악세아에서 승리한 동일한 군단을 이끌고 증원군과 함께 도착할 시간을 주었다. 세시아강과 포강의 합류점 근처 라우딘 평원의 베르켈라이 전투에서 새로운 로마 군단과 그들의 기병의 우월성이 명확하게 입증되었다. 참패 속에서 킴브리족은 사실상 전멸했으며, 그들의 최고 지도자인 보이오릭스와 루기우스는 모두 전사했다. 여성들은 노예가 되는 것을 피하기 위해 자신과 자녀를 모두 죽였다. 그리하여 대규모 이주로 시작된 전쟁은 패배와 대규모 자살로 끝이 났다.

## 여파

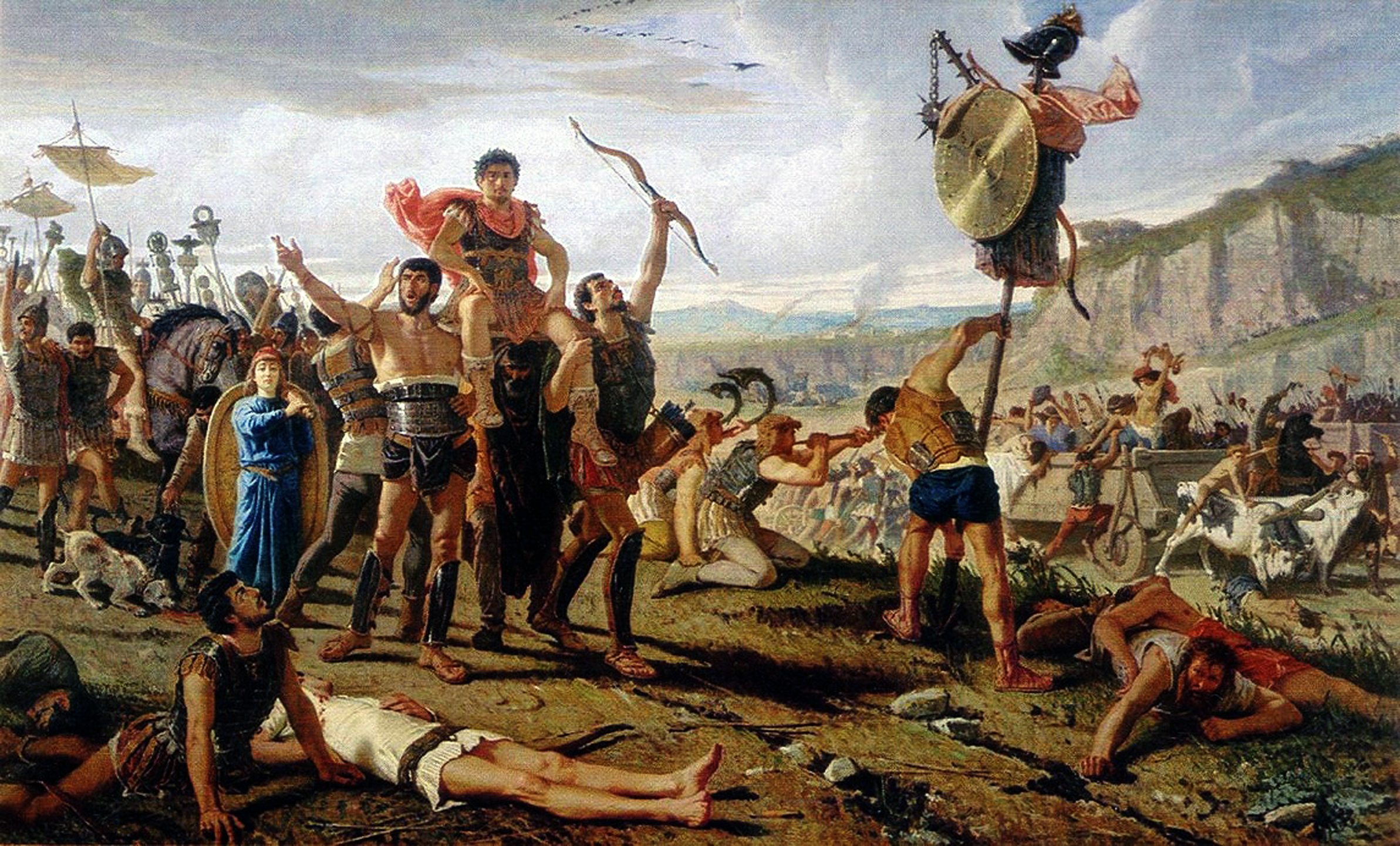
침략자 킴브리족에 대한 승자로서의 마리우스

킴브리족은 지도에서 완전히 사라지거나 역사책에서 지워지지 않았다. 그들의 동맹국인 보이족은 그들과 섞여 남부 갈리아와 게르마니아에 정착하여 마리우스의 조카인 율리우스 카이사르가 정복 전쟁을 벌일 때 그를 환영하고 맞섰다. 살아남은 포로들 중 일부는 제3차 노예전쟁에서 반란을 일으킨 검투사들 중에 있었다고 전해진다.
이 전쟁의 정치적 결과는 로마에 즉각적이고 지속적인 영향을 미쳤다. 킴브리 전쟁의 종결은 마리우스와 술라 사이의 라이벌 관계의 시작을 알렸고, 이는 결국 로마의 첫 번째 위대한 내전으로 이어졌다. 더욱이, 베르켈라이에서의 최종 승리 후, 원로원의 허락을 먼저 구하지 않고 마리우스는 그의 이탈리아 동맹군 병사 두 코호트(약 3만 2천 명의 군인 중 약 천 명의 병사로, 이 중 절반이 이탈리아 동맹군이었다.)에게 로마 시민권을 부여했는데, 전투의 소음 속에서 로마인과 이탈리아 동맹군의 목소리를 구별할 수 없었다고 주장했다고 한다.
전통적인 역사 기록에 따르면, 그 이후로 이탈리아 군단은 로마 군단이 되었고, 이탈리아 반도의 동맹 도시들은 점진적으로 공화국의 대외 정책에 더 큰 발언권을 요구하기 시작했으며, 이는 결국 동맹시 전쟁으로 이어졌다.